# Hal Smith
Harold John „Hal“ Smith (geboren am 24. August 1916 in Petoskey, Michigan; gestorben am 28. Januar 1994 in Santa Monica, Kalifornien) war ein amerikanischer Schauspieler und Synchronsprecher. Smith wurde unter anderem wegen seiner Rolle als Otis Campbell in der Andy Griffith Show und als Stimme für Winnie Puuh bekannt.

## Leben
Harold John Smith wurde am 24. August 1916 in Petoskey geboren.
Nachdem er in den 1930er Jahren als Sänger in verschiedenen Big Bands tätig gewesen war, arbeitete Smith in den 1940er Jahren als Radiosprecher bei KFI in Los Angeles. Während dieser Tätigkeit entschloss er sich dazu, eine Schauspielerlaufbahn einzuschlagen.
Sein Debüt als Schauspieler gab Harold „Hal“ Smith 1946 in dem Western Stars Over Texas, in dem Eddie Dean die Hauptrolle spielte. In den 1950er und -60er Jahren spielte Smith viele seiner Rollen in Westernserien wie z. B. Rauchende Colts, Die Leute von der Shiloh Ranch, Der Marshall von Cimarron oder Bonanza. Seine bekannteste Rolle spielte Hal Smith als Otis Campbell, ein stadtbekannter Trinker, in der Andy Griffith Show.
Ab Ende der 1950er Jahre begann Hal Smith auch Sprecher- bzw. Erzählerrollen in Filmen, Fernsehserien und auch Werbespots zu übernehmen. Von 1966 bis zu seinem Tod sprach Smith die Eule aus Winnie Puuh, u. a. in den Kurzfilmen Winnie Puuh und der Honigbaum, Winnie Puuh und das Hundewetter, der mit einem Oscar ausgezeichnet wurde und Die vielen Abenteuer von Winnie Puuh. Außerdem lieh er von 1981 bis 1985 Winnie Puuh seine Stimme.
Hal Smith war mit Louise C. Smith (1916–1992) verheiratet. Er starb am 28. Januar 1994 in Santa Monica, Kalifornien an einem Herzinfarkt und hinterließ einen Sohn namens Terry und einen Bruder. Seine Urne wurde auf dem Woodlawn Cemetery in Santa Monica beigesetzt.

## Filmographie (Auswahl)
- 1946: Stars Over Texas
- 1951: Ein Wochenende mit Papa (Week-End with Father)
- 1952: Life with Elizabeth, (Fernsehserie)
- 1952–1954: I Married Joan, (Fernsehserie), 6 Folgen als Charlie Henderson
- 1952–1967: Im Wilden Westen (Death Valley Days), (Fernsehserie), 9 Folgen in unterschiedlichen Rollen
- 1953–1963: The Adventures of Ozzie and Harriet, (Fernsehserie), 21 Folgen in unterschiedlichen Rollen
- 1956: Es gibt immer ein Morgen (There’s Always Tomorrow)
- 1955: The Great Gildersleeve, (Fernsehserie), 2 Folgen als Floyd Munson
- 1956–1958: Broken Arrow, (Fernsehserie), 3 Folgen
- 1957–1961: Have Gun – Will Travel, (Fernsehserie), 4 Folgen
- 1958: Der Mann ohne Colt (Man without a Gun), (Fernsehserie)
- 1958: Jefferson Drum, (Fernsehserie), 6 Folgen
- 1958: 77 Sunset Strip, (Fernsehserie)
- 1959–1960: Der Texaner, (Fernsehserie), 2 Folgen
- 1959–1960: Peter Gunn, (Fernsehserie), 3 Folgen
- 1960–1962: Perry Mason, (Fernsehserie), 2 Folgen
- 1960–1963: Lassie, (Fernsehserie), 2 Folgen
- 1960–1966: Andy Griffith Show, (The Andy Griffith Show, Fernsehserie), 32 Folgen als Otis Campbell
- 1962: Haut den Herkules (The Three Stooges Meet Hercules)
- 1965: The Addams Family, (Fernsehserie), 1 Folge als Judge Harvey Saunders
- 1965: Das große Rennen rund um die Welt (The Great Race)
- 1973: Oklahoma Crude
- 1974: Barnaby Jones (Fernsehserie, 1 Folge)

## Sprecherrollen (Auswahl)
- 1959–1960: Hucky und seine Freunde (Originaltitel: The Huckleberry Hound Show, Zeichentrickserie), 5 Folgen
- 1982–1987: Die Schlümpfe (Originaltitel: Smurfs, Zeichentrickserie), 5 Folgen, verschiedene Rollen
- 1986: Feivel, der Mauswanderer (Originaltitel: An American Tail, Zeichentrickfilm), als Moe
- 1987: Duck Tales: Auf Schatzsuche (Originaltitel: The Treasures of the Golden Suns, Pilotfilm), Originalstimme von Gyro Gearloose (Daniel Düsentrieb), und Flintheart Glomgold (Mac Moneysac)